# سنغ درة (علي أباد ملك)
سنغ درة (بالفارسية: سه دره) هي قرية تقع في إيران في قسم علي أباد ملك الريفي. يقدر عدد سكانها بـ 32 نسمة بحسب إحصاء 2016.